# Upprätt tagellav
Upprätt tagellav (Gowardia nigricans) är en lavart som först beskrevs av Erik Acharius, och fick sitt nu gällande namn av Halonen, Myllys, Velmala och Hyvärinen. Upprätt tagellav ingår i släktet Gowardia, och familjen Parmeliaceae. Arten är reproducerande i Sverige.

## Bildgalleri

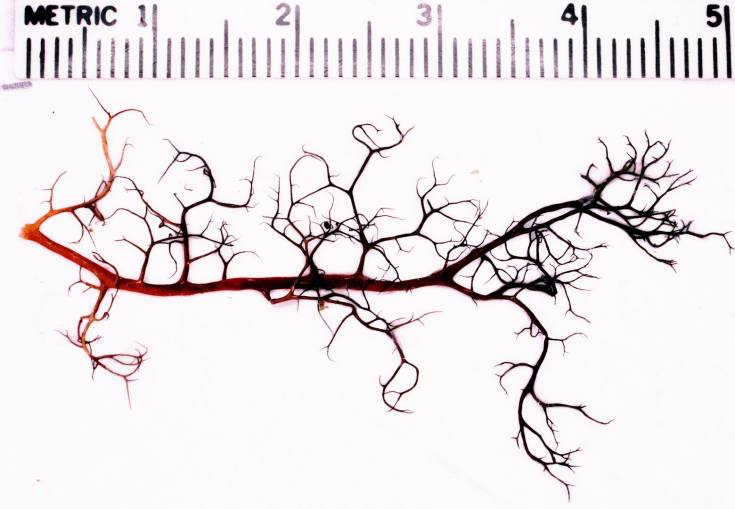
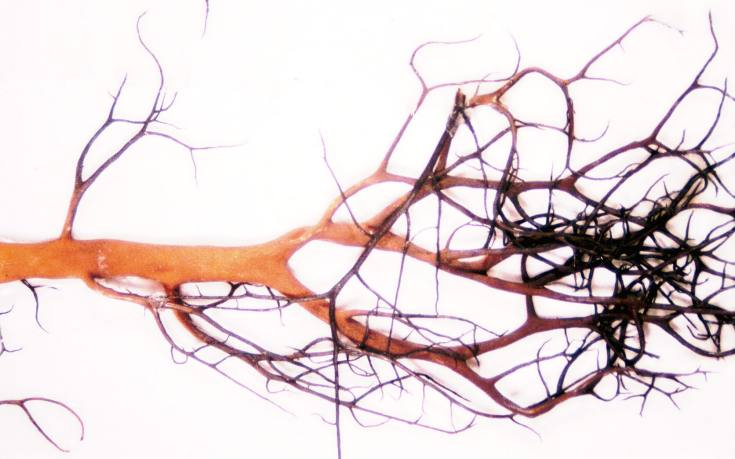
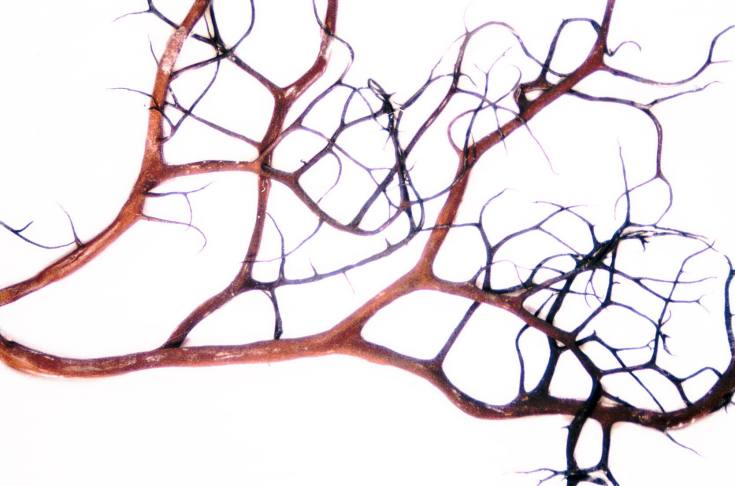
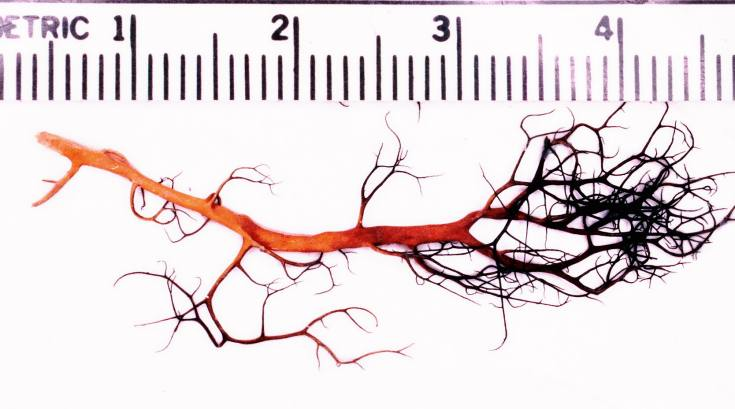
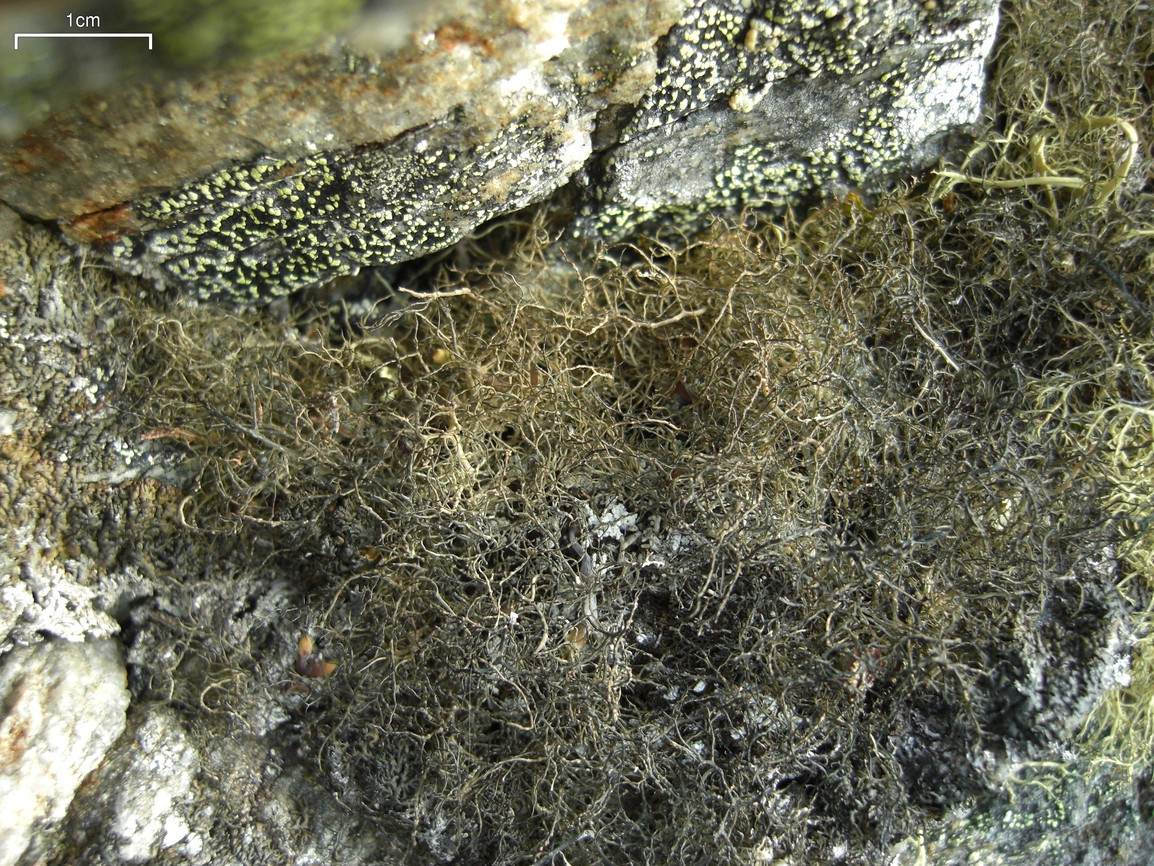